# Demi Moore
Demi Moore, pseudonimo di Demi Gene Guynes (Roswell, 11 novembre 1962), è un'attrice statunitense.
Considerata una delle più grandi sex symbol degli anni novanta, Moore è divenuta celebre proprio per alcuni film di quel decennio: fra le sue interpretazioni più note si possono ricordare Ghost - Fantasma (1990), che le vale la sua prima candidatura al Golden Globe, Codice d'onore (1992), Proposta indecente (1993), Rivelazioni (1994), La lettera scarlatta (1995), Striptease (1996) e Soldato Jane (1997).
Nel 2024 ha ricevuto il plauso della critica per la sua interpretazione nel film horror The Substance, per il quale si è aggiudicata il Golden Globe per la migliore attrice in un film commedia o musicale, il Critics' Choice Award alla miglior attrice e lo Screen Actors Guild Award per la migliore attrice cinematografica, venendo candidata per la prima volta nella sua carriera al BAFTA alla migliore attrice protagonista e al Premio Oscar alla miglior attrice. Nel 2025 il Time l’ha inserita nella lista delle 100 persone più influenti del pianeta. Nello stesso anno, la rivista People la nomina la donna più bella del 2025.
Moore è anche nota per il passato matrimonio con un'altra superstar hollywoodiana, Bruce Willis, insieme al quale è stata fondatrice della rinomata catena internazionale di locali Planet Hollywood.

## Biografia

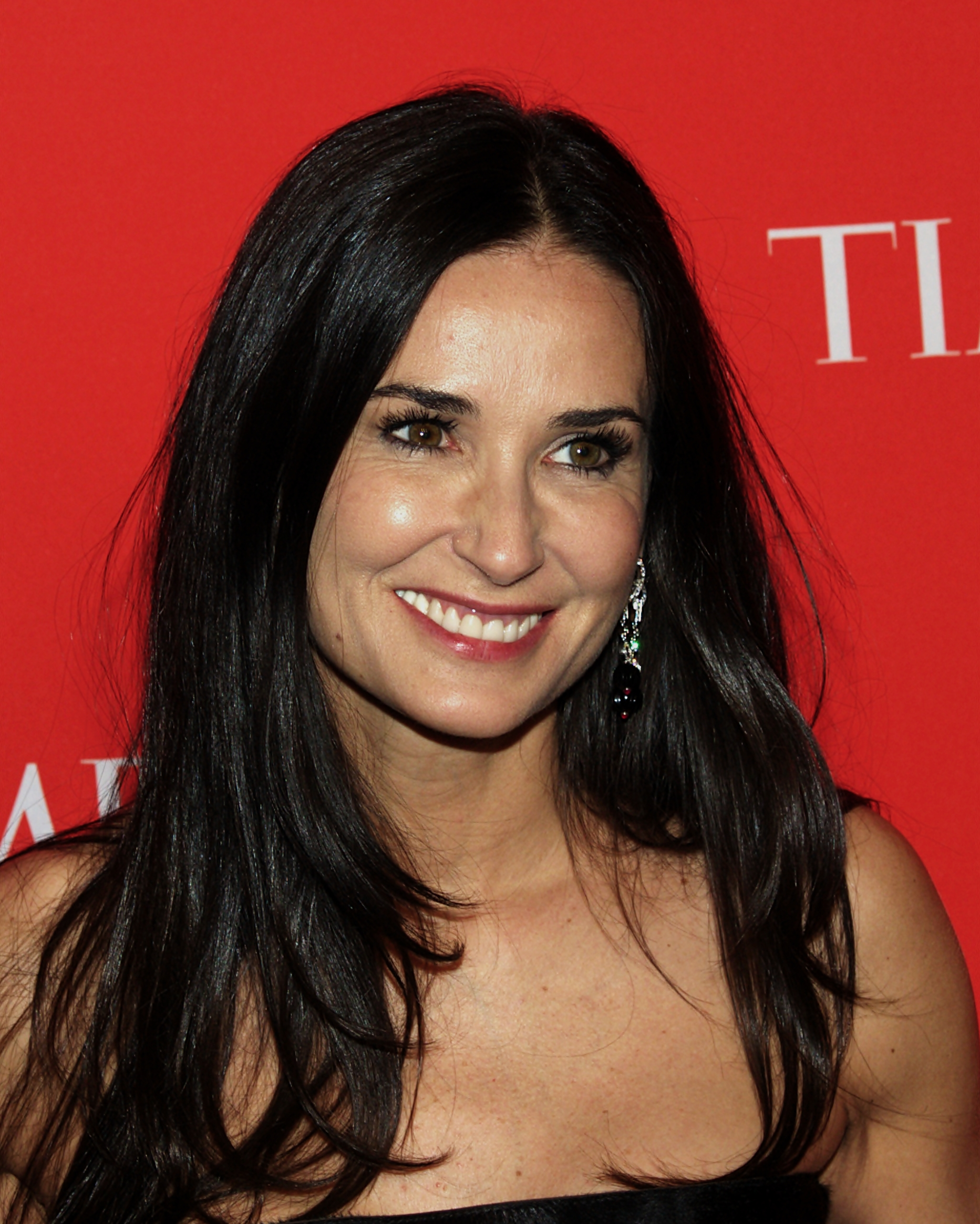
Demi Moore nel 2010

Il padre dell'attrice, Charles Harmon Sr., lasciò la madre, Virginia King, dopo solo due mesi di matrimonio e, pochi mesi dopo la sua nascita, la madre si risposò con un pubblicitario, Dan Guynes, che cambiava spesso lavoro e domicilio. Demi venne a conoscenza dell'esistenza del padre naturale all'età di 13 anni dal certificato di matrimonio dei suoi genitori, risalente al febbraio 1963, un anno dopo la sua nascita. Demi è cresciuta in New Mexico, in seguito si trasferì a Canonsburg, Pennsylvania. Successivamente ha frequentato la Fairfax High School a West Hollywood.
Si è fatta notare in ruoli cinematografici via via più significativi in Una cotta importante (1984) di Jerry Schatzberg, St. Elmo's Fire (1985) di Joel Schumacher, A proposito della notte scorsa... (1986) di Edward Zwick, Non siamo angeli (1989) di Neil Jordan, ed emergendo definitivamente come romantica protagonista di Ghost - Fantasma (1990) di Jerry Zucker. Nel 1991, durante la sua seconda gravidanza, ha posato nuda per la rivista Vanity Fair.
Dopo il personaggio da lei interpretato in Codice d'onore di Rob Reiner, fu il film Proposta indecente (1993) per la regia di Adrian Lyne che segnò una svolta nella sua carriera: da allora incominciò infatti ad accettare ruoli sexy ed erotici che le fecero guadagnare anche un nuovo soprannome, Demi goddess ("semi-dea"). Particolare successo ebbero Rivelazioni (1994) di Barry Levinson, pellicola che fece scalpore per alcune scene di sesso esplicito con la Moore protagonista, e Striptease (1996) di Andrew Bergman, film per il quale la diva statunitense ottenne 12 milioni di dollari. Per questi ruoli è diventata una sex symbol, venendo anche candidata tre volte all'MTV Movie Award all'attrice più attraente. L'anno successivo ha interpretato Soldato Jane di Ridley Scott, film di cui è anche produttrice. In questo periodo si è aggiudicata il Razzie Award quale peggior attrice dell'anno per Il giurato, Striptease e Soldato Jane, sempre nel 1996 il Razzie Award alla peggior coppia in compagnia di Burt Reynolds per Striptease.
Da quel momento ha ridotto la sua presenza sui set cinematografici, prendendo però parte alla commedia comica Harry a pezzi di Woody Allen (1997) e Passion of Mind di Alain Berliner (2000). Come produttrice ha finanziato tutti i film di Austin Powers, interpretati dal comico anglo-canadese Mike Myers. Nel 2003 è tornata sul grande schermo con la commedia commerciale Charlie's Angels - Più che mai di Joseph McGinty Nichol, in cui ha recitato al fianco di dive come Lucy Liu, Drew Barrymore e Cameron Diaz. Il film la porta a ottenere un altro Razzie Award, stavolta come peggior attrice non protagonista.
Negli anni 2000 Demi Moore ha ridotto la sua presenza sul grande schermo, scegliendo con attenzione i progetti cinematografici e dedicandosi anche alla produzione e alla beneficenza. Dopo un periodo di pausa è tornata al cinema nel 2006 con Half Light, un thriller sovrannaturale, seguito nel 2007 da Mr. Brooks, in cui ha recitato accanto a Kevin Costner. Nel 2010 ha interpretato un ruolo nel film The Joneses, una satira sulla società dei consumi, ottenendo recensioni positive per la sua interpretazione.
Negli anni successivi, ha partecipato a diversi progetti indipendenti e televisivi. Nell'estate 2010 ha preso parte alle riprese del remake di un film francese dal titolo LOL - Pazza del mio migliore amico. Nel 2011 è apparsa nel film Margin Call, un thriller finanziario acclamato dalla critica, che racconta le prime ore della crisi economica del 2008.
Demi Moore ha continuato a lavorare nel mondo del cinema e della televisione, partecipando nel 2017 alla quarta stagione della serie Empire. Nel 2019 ha pubblicato la sua autobiografia, Inside Out, in cui ha raccontato dettagli della sua infanzia, della carriera e della sua vita privata. Il libro ha riscosso grande successo, diventando un bestseller del New York Times.
Negli anni 2020 Moore ha preso parte a diverse produzioni, tra cui il film Songbird (2020), ambientato in un futuro distopico durante una pandemia, e la serie TV Brave New World (2020), basata sul romanzo di Aldous Huxley. Nel 2023 ha fatto il suo ritorno sul piccolo schermo con la serie Feud, in cui ha interpretato Ann Woodward.
Nel 2024 ritorna sul grande schermo come protagonista nel film The Substance di Coralie Fargeat, ruolo che la porta a vincere il Golden Globe per la migliore attrice in un film commedia o musicale, primo premio importante della sua carriera, e una candidatura al Premio Oscar alla miglior attrice.

## Vita privata

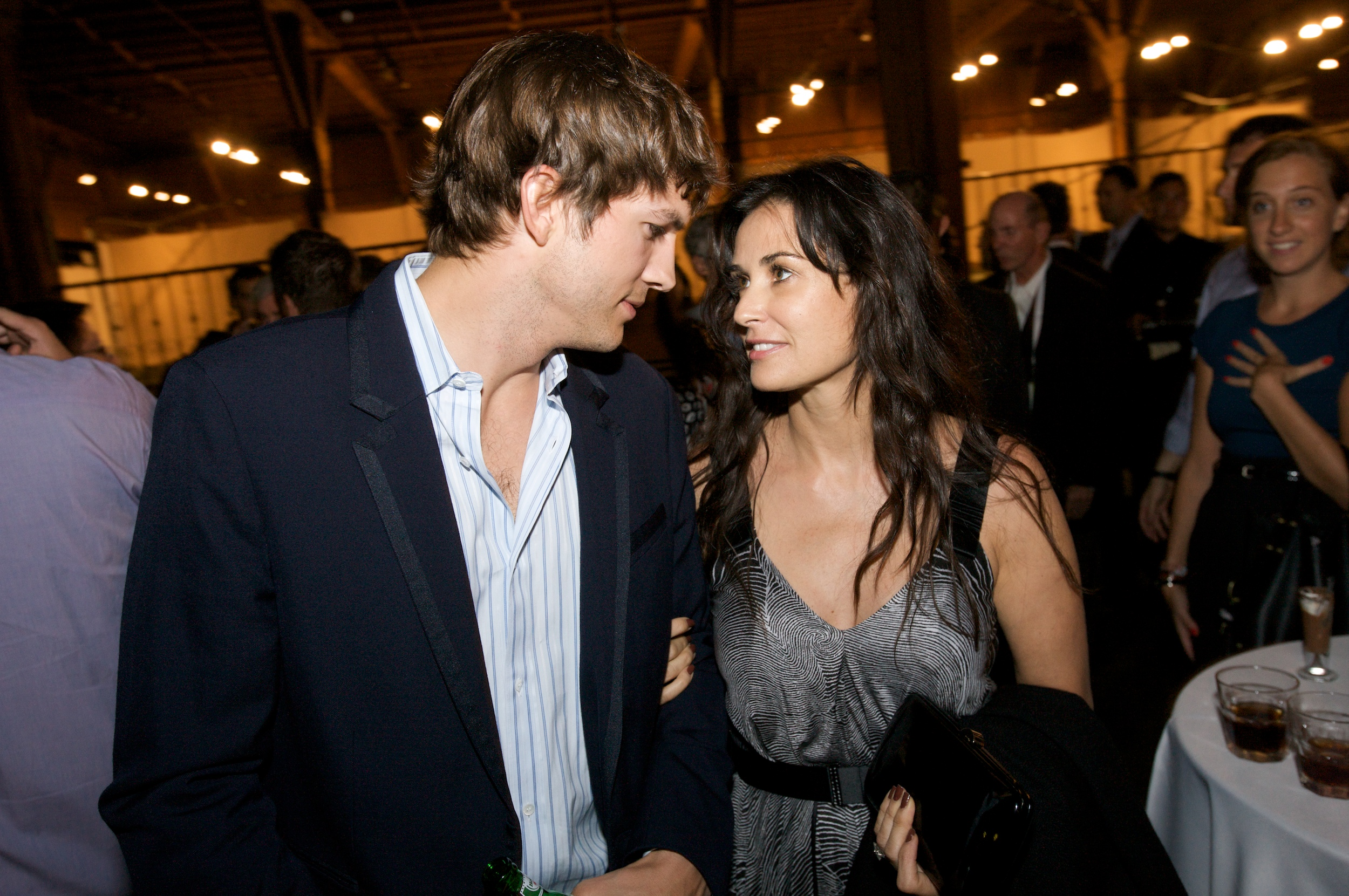
Demi Moore e l'ex-marito Ashton Kutcher al TechCrunch50 2008

Nel 1980 ha sposato il musicista Freddy Moore, da cui ha divorziato nel 1985, mantenendone però il cognome. Dal 1987 al 2000 è stata sposata con l'attore Bruce Willis col quale ha avuto tre figlie: Rumer, Scout e Tallulah. Nel settembre 2005 ha sposato l'attore Ashton Kutcher dal quale, dopo la separazione annunciata nel novembre 2011, ha divorziato nel 2013.
Oltre alla carriera cinematografica Moore è nota per essere attiva in iniziative di beneficenza in difesa dei bambini e azioni a sostegno dei diritti delle donne.

## Filmografia

### Attrice

#### Cinema
- Choices, regia di Silvio Narizzano (1981)
- Mutanti (Parasite), regia di Charles Band (1982)
- L'ospedale più pazzo del mondo (Young Doctors in Love), regia di Garry Marshall (1982)
- Quel giorno a Rio (Blame It on Rio), regia di Stanley Donen (1984)
- Una cotta importante (No Small Affair), regia di Jerry Schatzberg (1984)
- St. Elmo's Fire, regia di Joel Schumacher (1985)
- A proposito della notte scorsa... (About Last Night...), regia di Edward Zwick (1986)
- Una folle estate (One Crazy Summer), regia di Savage Steve Holland (1986)
- Wisdom, regia di Emilio Estevez (1986)
- La settima profezia (The Seventh Sign), regia di Carl Schultz (1988)
- Non siamo angeli (We're No Angels), regia di Neil Jordan (1989)
- Ghost - Fantasma (Ghost), regia di Jerry Zucker (1990)
- Nient'altro che guai (Nothing But Trouble), regia di Dan Aykroyd (1991)
- L'ombra del testimone (Mortal Thoughts), regia di Alan Rudolph (1991)
- Amore e magia (The Butcher's Wife), regia di Terry Hughes (1991)
- Codice d'onore (A Few Good Men), regia di Rob Reiner (1992)
- Proposta indecente (Indecent Proposal), regia di Adrian Lyne (1993)
- Rivelazioni (Disclosure), regia di Barry Levinson (1994)
- La lettera scarlatta (The Scarlet Letter), regia di Roland Joffé (1995)
- Amiche per sempre (Now and Then), regia di Lesli Linka Glatter (1995)
- Il giurato (The Juror), regia di Brian Gibson (1996)
- Striptease, regia di Andrew Bergman (1996)
- Soldato Jane (G.I. Jane), regia di Ridley Scott (1997)
- Harry a pezzi (Deconstructing Harry), regia di Woody Allen (1997)
- Passion of Mind, regia di Alain Berliner (2000)
- Charlie's Angels - Più che mai (Charlie's Angels: Full Throttle), regia di McG (2003)
- Half Light, regia di Craig Rosenberg (2006)
- Bobby, regia di Emilio Estevez (2006)
- Mr. Brooks, regia di Bruce A. Evans (2007)
- Un colpo perfetto (Flawless), regia di Michael Radford (2007)
- Happy Tears, regia di Mitchell Lichtenstein (2009)
- The Joneses, regia di Derrick Borte (2009)
- Bunraku, regia di Guy Moshe (2010)
- Another Happy Day, regia di Sam Levinson (2011)
- Margin Call, regia di J. C. Chandor (2011)
- LOL - Pazza del mio migliore amico (LOL: Laughing Out Loud), regia di Lisa Azuelos (2012)
- Very Good Girls, regia di Naomi Foner (2013)
- Il fuoco della giustizia (Forsaken), regia di Jon Cassar (2015)
- Wild Oats, regia di Andy Tennant (2016)
- Amore inaspettato (Blind), regia di Michael Mailer (2016)
- Crazy Night - Festa col morto (Rough Night), regia di Lucia Aniello (2017)
- Love Sonia, regia di Tabrez Noorani (2018)
- Animali da ufficio (Corporate Animals), regia di Patrick Brice (2019)
- Songbird, regia di Adam Mason (2020)
- Please Baby Please, regia di Amanda Kramer (2022)
- Il talento di Mr. C (The Unbearable Weight of Massive Talent), regia di Tom Gormican (2022)
- The Substance, regia di Coralie Fargeat (2024)

#### Televisione
- General Hospital – serial TV, 42 puntate (1982-1984)
- Master – serie TV, 1 episodio (1984)
- Bedrooms – film TV (1984)
- Cinemax Comedy Experiment – serie TV, 1 episodio (1987)
- Moonlighting – serie TV, 1 episodio (1989)
- I racconti della cripta – serie TV, 1 episodio (1990)
- Tre vite allo specchio (If These Walls Could Talk), regia di Nancy Savoca – film TV (1996)
- Ellen – serie TV, 1 episodio (1997)
- Will & Grace – serie TV, episodio 5x16 (2003)
- Empire – serie TV, 7 episodi (2017-2018)
- Animals – serie animata, 5 episodi (2018)
- Brave New World – serie TV, episodi 1x01-1x02-1x03 (2020)
- Feud – serie TV (2024)
- Landman – serie TV (2024)

### Doppiatrice

#### Cinema
- Il gobbo di Notre Dame (The Hunchback of Notre Dame), regia di Gary Trousdale e Kirk Wise (1996)
- Beavis & Butt-Head alla conquista dell'America (Beavis and Butt-Head Do America), regia di Mike Judge (1996)
- Il gobbo di Notre Dame II (The Hunchback of Notre Dame II), regia di Bradley Raymond (2000)
- The Magic 7, regia di Roger Holzberg (2009)

## Riconoscimenti
- Premio Oscar
  - 2025 – Candidatura alla miglior attrice per The Substance

- Golden Globe
  - 1991 – Candidatura alla miglior attrice in un film commedia o musicale per Ghost - Fantasma
  - 1997 – Candidatura alla miglior attrice in una mini-serie o film per la televisione per Tre vite allo specchio
  - 2025 – Migliore attrice in un film commedia o musicale per The Substance

- British Academy Film Awards
  - 2025 – Candidatura alla miglior attrice protagonista per The Substance

- Critics' Choice Movie Awards
  - 2007 – Candidatura al miglior cast per Bobby
  - 2025 – Miglior attrice per The Substance

- Directors Guild of America Award
  - 2012 – Candidatura alla miglior regia per una miniserie o film per la televisione

- Gotham Independent Film Awards
  - 1991 – Candidatura alla miglior attrice protagonista per Ghost - Fantasma
  - 1997 – Candidatura alla miglior miniserie o film per la televisione per Tre vite allo specchio
  - 1997 – Candidatura alla miglior attrice protagonista per Tre vite allo specchio
  - 2024 – Miglior interpretazione protagonista per The Substance[21]

- Independent Spirit Awards
  - 2012 – Robert Altman Award per Margin Call
  - 2025 – Candidatura alla miglior interpretazione protagonista per The Substance

- MTV Movie Awards
  - 1994 – Miglior bacio per Proposta indecente
  - 1995 – Candidatura all'attrice più attraente per Rivelazioni
  - 1995 – Candidatura al miglior cattivo per Rivelazioni
  - 1996 – Attrice più attraente per La lettera scarlatta
  - 2004 – Candidatura al miglior cattivo per Charlie's Angels - Più che mai

- Primetime Emmy Awards
  - 1997 – Candidatura al migliore film per la televisione per Tre vite allo specchio

- Razzie Awards
  - 1991 – Candidatura alla peggior attrice protagonista per Amore e magia e Nient'altro che guai
  - 1993 – Candidatura alla peggior attrice protagonista per Proposta indecente
  - 1995 – Candidatura alla peggior attrice protagonista per La lettera scarlatta - Candidatura come facente parte della peggior coppia a scelta tra Robert Duvall oppure Gary Oldman per La lettera scarlatta
  - 1996 – Peggior attrice protagonista per Il giurato e Striptease - Peggior coppia insieme a Burt Reynolds per Striptease
  - 1997 – Peggior attrice protagonista per Soldato Jane
  - 2000 – Candidatura alla peggior attrice protagonista per Passion of Mind
  - 2003 – Peggior attrice non protagonista per Charlie's Angels - Più che mai

- Satellite Award
  - 2025 – Miglior attrice per The Substance

- Saturn Award
  - 1991 – Miglior attrice in un film comico o musical per Ghost - Fantasma
  - 2025 – Miglior attrice per The Substance

- Screen Actors Guild Award
  - 2007 – Candidatura al miglior cast cinematografico per Bobby
  - 2025 – Miglior attrice protagonista per The Substance

## Doppiatrici italiane
Nelle versioni in italiano delle opere in cui ha recitato, Demi Moore è stata doppiata da:
- Roberta Paladini in Ghost - Fantasma, Rivelazioni, La lettera scarlatta, Striptease, Tre vite allo specchio, Soldato Jane, Harry a pezzi, Will & Grace, Passion of Mind, Half Light, The Joneses, Margin Call, LOL - Pazza del mio migliore amico, Empire, Crazy Night - Festa col morto, Feud, Animali da ufficio, Songbird, Brave New World
- Isabella Pasanisi in St. Elmo's Fire, A proposito della notte scorsa..., Non siamo angeli, L'ombra del testimone, Amore e magia, Codice d'onore, Proposta indecente, Il giurato, Charlie's Angels - Più che mai, Un colpo perfetto
- Laura Boccanera in Mr. Brooks, Happy Tears
- Margherita Sestito in General Hospital
- Laura Lenghi in Una folle estate
- Paola Valentini in Wisdom
- Susanna Fassetta ne La settima profezia
- Rosalba Caramoni ne I racconti della cripta
- Loredana Nicosia in Nient'altro che guai
- Roberta Greganti in Amiche per sempre
- Franca D'Amato in Bobby
- Daniela Abbruzzese in Another Happy Day
- Selvaggia Quattrini in Very Good Girls
- Patrizia Mottola ne Il fuoco della giustizia
- Claudia Catani in The Substance
- Gabriella Borri in Landman

Da doppiatrice è sostituita da:
- Mietta ne Il gobbo di Notre Dame
- Franca D'Amato ne Il gobbo di Notre Dame II